# Boss Level
Boss Level ist ein Science-Fiction-Action-Thriller von Joe Carnahan aus dem Jahr 2020. Er wurde 2021 in den USA in das Programm von Hulu aufgenommen und im selben Jahr in Deutschland auf DVD und Blu-ray veröffentlicht.

## Handlung
Roy Pulver, ein ehemaliger Delta-Force-Soldat aus Atlanta, steckt in einer Zeitschleife fest: An jedem Morgen wird er von Attentätern in seiner Wohnung angegriffen und anschließend in der Stadt gejagt. Durch Versuch und Irrtum schafft er es, länger zu überleben. Er ist jedoch zunächst nicht in der Lage, alle Angreifer abzuwehren. Er stirbt jedes Mal und wacht erneut in seiner Wohnung auf. Zudem erfährt er, dass seine Ex-Frau Jemma am Vortag starb, angeblich durch einen Sturz. Auch sein Sohn Joe, der nicht weiß, dass Roy sein Vater ist, gehört zu den Zielen der Attentäter. Roy findet heraus, dass er am Tag zuvor unwissentlich mit einem Peilsender am Zahn ausgestattet wurde. Indem er ihn entfernt, kann er sich einen Vorteil verschaffen.
Am Tag vor der Zeitschleife besuchte Roy seine Ex-Frau Jemma unter dem Vorwand eines Vorstellungsgesprächs bei dem Rüstungsunternehmen Dynow Labs. Jemma ist an einem streng geheimen Forschungsprojekt beteiligt, das Colonel Clive Ventor leitet. Mit der sogenannten Osiris-Spindel will Ventor die Weltherrschaft übernehmen. Jemma wird im Auftrag von Ventor getötet. Da die Spindel kurz vor Beginn der Zeitschleife von Jemma in Gang gesetzt wurde und durch niemanden außer ihr selbst aufgehalten werden kann, wird sie am Nachmittag explodieren und die Welt zerstören.
Jemma gibt Roy einen verdeckten Hinweis zum ägyptischen Gott Osiris. Roy erkennt, dass Jemma die Zeitschleife herstellte, um Ventor aufzuhalten. In weiteren Schleifen ist Roy zwar in der Lage, Dynow Labs zu infiltrieren und Ventor zu töten, doch ist Jemma jedes Mal bereits tot und er kann zudem seinen Sohn Joe nicht mehr vor den anderen Angreifern beschützen.
Roy verbringt mehrere Schleifen mit seinem Sohn bis zum Moment des Weltuntergangs. In einem Gespräch mit Joe findet er heraus, dass Jemma später stirbt als zuvor angenommen. So hat sie zum Beginn der Zeitschleife noch ungefähr eine Viertelstunde zu leben. Bei der nächsten Schleife erreicht Roy mit einem Hubschrauber Dynow Labs rechtzeitig und erschießt alle Attentäter, bevor sich diese in der Stadt verteilen. Er tötet Ventor und kann diesmal sogar Jemma retten.
Jemma erklärt, dass Roy die Spindel betreten muss, um die Zeitschleife aufzuhalten. Dies würde jedoch vielleicht den endgültigen Tod von Roy bedeuten. Mit dem Wissen, dass dieses Mal sowohl Jemma als auch Joe gerettet werden, betritt Roy die Spindel.

## Produktion
Regie führte Joe Carnahan, der gemeinsam mit Chris Borey und Eddie Borey auch das Drehbuch schrieb. Carnahan ist bekannt für Filme wie Smokin’ Aces oder Das A-Team.
Frank Grillo spielt in der Hauptrolle Roy Pulver, sein Sohn Rio Grillo spielt auch im Film seinen Sohn, hier mit dem Namen Joe. Naomi Watts spielt seine Frau Jemma Wells.
Die Filmmusik komponierte Clinton Shorter. Das Soundtrack-Album wurde am 5. März 2021 von Filmtrax als Download veröffentlicht.
Der erste Trailer wurde im Februar 2021 vorgestellt. Am 25. Februar 2021 kam der Film in die australischen Kinos. Am 5. März 2021 wurde der Film in den USA in das Programm von Hulu aufgenommen. Am 23. April 2021 erschien Boss Level in Deutschland auf DVD und Blu-ray sowie digital im Verleih von Leonine.

## Veröffentlichung
Premiere hatte der Film am 11. Februar 2020 im ArcLight Cinema in Hollywood. Am 5. März 2021 wurde der Film in den USA in das Programm von Hulu aufgenommen und am 23. April 2021 in Deutschland auf DVD und Blu-ray veröffentlicht. In Deutschland wurde der Film von der FSK ab 16 Jahren freigegeben.
In den USA erschien Boss Level zusätzlich in einer geänderten Recut-Fassung. Diese ist bei dem Streamingdienst Hulu verfügbar. Die beiden Fassungen unterscheiden sich in 25 Szenen voneinander, wobei der Recut rund sechs Minuten kürzer ist als die Originalversion.

## Kritiken
Der Film wurde von 74 Prozent aller bei Rotten Tomatoes erfassten Kritiker positiv bewertet.
Die Filmkritikerin Antje Wessels schreibt, Einiges der audiovisuellen Aufmachung des Films erinnere überdeutlich an eine Videospielewelt, und auch Querverweise auf diverse Gaming-Spleens und -Figuren gebe es, am Ende sei Boss Level aber einfach nur ein weiterer „Actionfilm mit Zeitschleife“. Wie in anderen Zeitschleife-Filmen hänge auch hier jemand in der Monotonie fest, doch sie beschreibt es als definitives Highlight, wenn Roy Pulver entnervt sämtliche tötungswütigen Gegner ausschaltet, dabei aber kein noch so brutaler Mord seinen Adrenalinspiegel in die Höhe schnellen lässt, einfach weil er all das hier ja schon über 100 Mal durchlebt hat. So begegne man dem Protagonisten auf Anhieb mit Mitleid, allerdings schlage Pulvers gelangweilte Attitüde irgendwann ins Gegenteil um, wenn sich langsam abzeichnet, dass dieser Roy Pulver abseits seines In-einer-Zeitschleife-Feststeckens keinerlei relevante Charakterisierung besitzt.

## Synchronisation

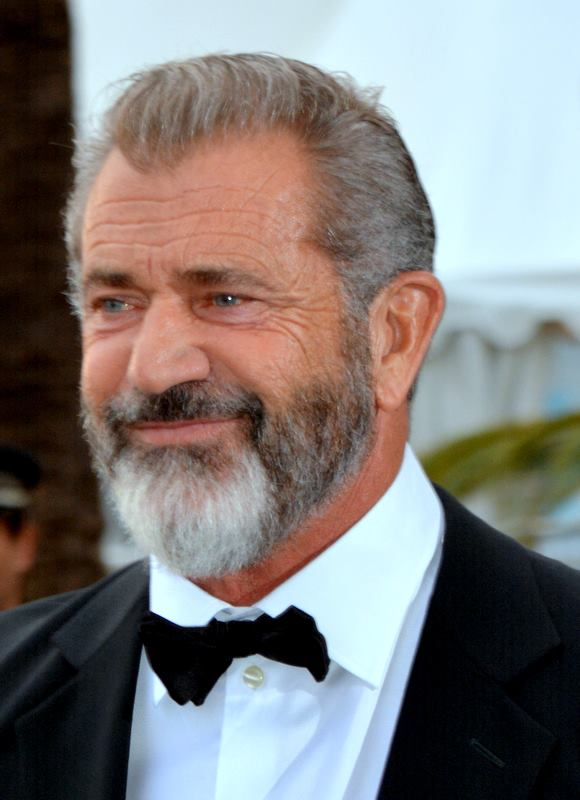
Mel Gibson spielt Clive Ventor

Die deutschsprachige Synchronisation entstand nach einem Dialogbuch und der Dialogregie von Martin Halm im Auftrag von Scalamedia.
| Darsteller        | Synchronsprecher       | Rolle                |
| ----------------- | ---------------------- | -------------------- |
| Frank Grillo      | Dennis Schmidt-Foß     | Roy Pulver           |
| Mel Gibson        | Jürgen Heinrich        | Colonel Clive Ventor |
| Naomi Watts       | Claudia Lössl          | Jemma Wells          |
| Annabelle Wallis  | Jacqueline Belle       | Alice                |
| Will Sasso        | Milton Welsh           | Brett                |
| Ken Jeong         | Axel Malzacher         | Chef Jake            |
| Michelle Yeoh     | Silke Matthias         | Dai Feng             |
| Sheaun McKinney   | Tobias Schmidt         | Dave                 |
| Mathilde Ollivier | Jessica Walther-Gabory | Gabrielle            |